# Lista de premiações especiais do Miss Continentes Unidos
Encontram-se neste artigo todas as candidatas que conseguiram ganhar uma ou mais premiações especiais que o concurso internacional de Miss Continentes Unidos distribuiu em cada edição realizada. As tabelas a seguir listam as vencedoras das premiações especiais dadas às candidatas do concurso, com exceção dos prêmios dados por patrocinadores, que não constam neste artigo.

## Principais
Prêmios dados todos os anos pelo concurso:

### Miss Amistad

#### Miss Simpatia
| Ano  | Representante      | País           | Colocação              |
| 2006 | Rebecca Iraheta    | El Salvador    |                        |
| 2007 | Lugina Cabezas     | Equador        |                        |
| 2008 | Samantha Tajik     | Canadá         |                        |
| 2009 | Jacqueline Mena    | El Salvador    |                        |
| 2010 | Marylina Bernardt  | Brasil         | 3º. Lugar              |
| 2011 | Keylin Gómez       | Honduras       |                        |
| 2012 | Kesiah Papasin     | Canadá         |                        |
| 2013 | Kelly Saks         | Estados Unidos |                        |
| 2014 | Floréncia Kuhlmann | Chile          |                        |
| 2015 | Ellenor Jones      | Austrália      |                        |
| 2016 | Jingyi He          | China          |                        |
| 2017 | Bianca Benavides   | Equador        | Semifinalista (Top 10) |

### Miss Fotogénica

#### Miss Fotogenia
| Ano  | Representante       | País        | Colocação              |
| 2006 | Katalina Mercedes   | Equador     | Semifinalista (Top 06) |
| 2007 | Vivian Noronha      | Brasil      | Semifinalista (Top 06) |
| 2008 | Lupita González     | México      | VENCEDORA              |
| 2009 | Jacqueline Mena     | El Salvador |                        |
| 2010 | Chanel Beckenlehner | Canadá      |                        |
| 2011 | Fatima Bonilla      | Nicarágua   |                        |
| 2012 | Karen Brizuela      | México      | Semifinalista (Top 06) |
| 2013 | Christina Joy       | Filipinas   |                        |
| 2014 | Gail Nicole         | Índia       | 3º. Lugar              |
| 2015 | Sushrii Shreya      | Índia       | 5º. Lugar              |
| 2016 | Cynthia Duque       | México      | 5º. Lugar              |
| 2017 | Aoom Phingchamrat   | Tailândia   | 4º. Lugar              |

### Mejor Traje Típico

#### Melhor Traje Típico
| Ano  | Representante     | País      | Colocação              |
| 2008 | Karol Castillo    | Peru      | Semifinalista (Top 06) |
| 2009 | Liseth Muñoz      | Panamá    |                        |
| 2010 | Giuliana Zevallos | Peru      | VENCEDORA              |
| 2012 | Ana Melissa Cano  | Colômbia  |                        |
| 2013 | Carolina Aguirre  | Equador   | VENCEDORA              |
| 2014 | Gail Nicole       | Índia     | 3º. Lugar              |
| 2015 | Sushrii Shreya    | Índia     | 5º. Lugar              |
| 2016 | Lopamudra Raut    | Índia     | 3º. Lugar              |
| 2017 | Aoom Phingchamrat | Tailândia | 4º. Lugar              |

## Antigas
Prêmios distribuídos que foram descontinuados e/ou dados ocasionalmente:

### Miss Puntualidad

#### Miss Pontualidade
| Ano  | Representante    | País                 | Colocação |
| 2013 | Irma Cadenõ      | México               |           |
| 2014 | Jessica González | Costa Rica           |           |
| 2016 | Jennifer Cruz    | República Dominicana |           |
| 2017 | Tatiana Tsimfer  | Rússia               | VENCEDORA |

### Mejor Rostro

#### Miss Melhor Rosto
| Ano  | Representante     | País                 | Colocação              |
| 2006 | Katalina Mercedes | Equador              | Semifinalista (Top 06) |
| 2007 | Verónica Quesada  | Costa Rica           |                        |
| 2008 | Lupita González   | México               | VENCEDORA              |
| 2009 | Karen Schwarz     | Peru                 | Semifinalista (Top 06) |
| 2010 | Giuliana Zevallos | Peru                 | VENCEDORA              |
| 2011 | Dalia Fernández   | República Dominicana | 2º. Lugar              |
| 2012 | Fabiana Granados  | Costa Rica           | Semifinalista (Top 06) |

### The Perfect Miss

#### Miss Perfeita
| Ano  | Representante        | País   | Colocação |
| 2014 | Yevgeniya Parmyonova | Rússia |           |